# Улица Брайла
Улица Бра́йла (латыш. Braila iela) — улица в Видземском предместье города Риги, в историческом районе Югла. Имеет дугообразную форму, огибая центральную часть бывшей усадьбы Страздумуйжа. Начинается от стыка улицы и набережной Юглас; первоначально ведёт в восточном направлении, пересекается с улицей Дзирнупес. Ближе к берегу озера Юглас поворачивает к югу, а затем к западу. Оканчивается примыканием к улице Юглас возле Страздумуйжской школы-интерната.
Общая длина улицы Брайла составляет 830 метров. Улица полностью асфальтирована, разрешено движение в обоих направлениях. На всём протяжении имеет статус жилой зоны. Общественный транспорт по улице не курсирует.

## История
На месте микрорайона, ныне относящегося к улице Брайла, в течение нескольких веков находилась усадьба, наиболее известная под своим последним названием — Страздумуйжа; отдельные её постройки и парк сохранились до наших дней и признаны памятником культуры регионального значения. После 1856 года эта усадьба была разделена между наследниками Теодора Пихлау на три отдельные виллы. В 1884 году вдова рижского ратмана Иоанна Каролина Пихлау подарила свою виллу, дом для прислуги и участок в 26 гектаров Рижскому институту незрячих, который разместил здесь свою контору и мастерские, а в 1893 году открыл приют для слепых. На этой базе со временем было создано Латвийское общество незрячих и его учебно-производственное предприятие-интернат.
В 1954 году здесь было начато строительство посёлка для слепых, который к 1980-м годам вырос в микрорайон с 11 жилыми домами, клубом, магазинами и пунктами бытового обслуживания. Весь этот комплекс имел адреса по улицам Палес и Юглас, главным образом — ул. Палес, 14.
В целях оптимизации адресной сети города, из внутриквартальных проездов на территории микрорайона решением Рижской думы № 3970 от 5 июля 2016 года была сформирована новая улица, названная улицей Брайла. Информационные таблички, установленные здесь, сообщают, что наименование улице дано в честь шрифта Брайля, а не в честь его изобретателя, как утверждается в некоторых публикациях.
Первоначально улица охватывала микрорайон только с юга и востока; её северный участок до 2017 года относился к улице Палес.

## Застройка
- Дом № 2 — филиал «Югла» Государственного центра социального обслуживания[9]. Здание построено в 1973 году как пансионат для слепых Министерства социального обеспечения Латвийской ССР. Во дворе установлен бронзовый бюст Луи Брайля[10].
- Дом № 2B — памятник архитектуры XVIII века[11].
- Дом № 3 — Центральное правление Латвийского общества слепых и отделение тифлотехники[12].
- Дом № 4 — клуб «Страздумуйжа»[12].
- Дом № 5 — памятник архитектуры XVIII века[13].
- Дом № 10 — центр реабилитации Латвийского общества незрячих[14]. Здание построено в 1968 году как торговый центр (продуктовый и промтоварный магазин) для слепых.
- Дом № 12 — 12-этажный жилой дом с магазином (1981).
- Дом № 24 — школа-интернат для слепых и слабовидящих детей (1959—1960)[15].

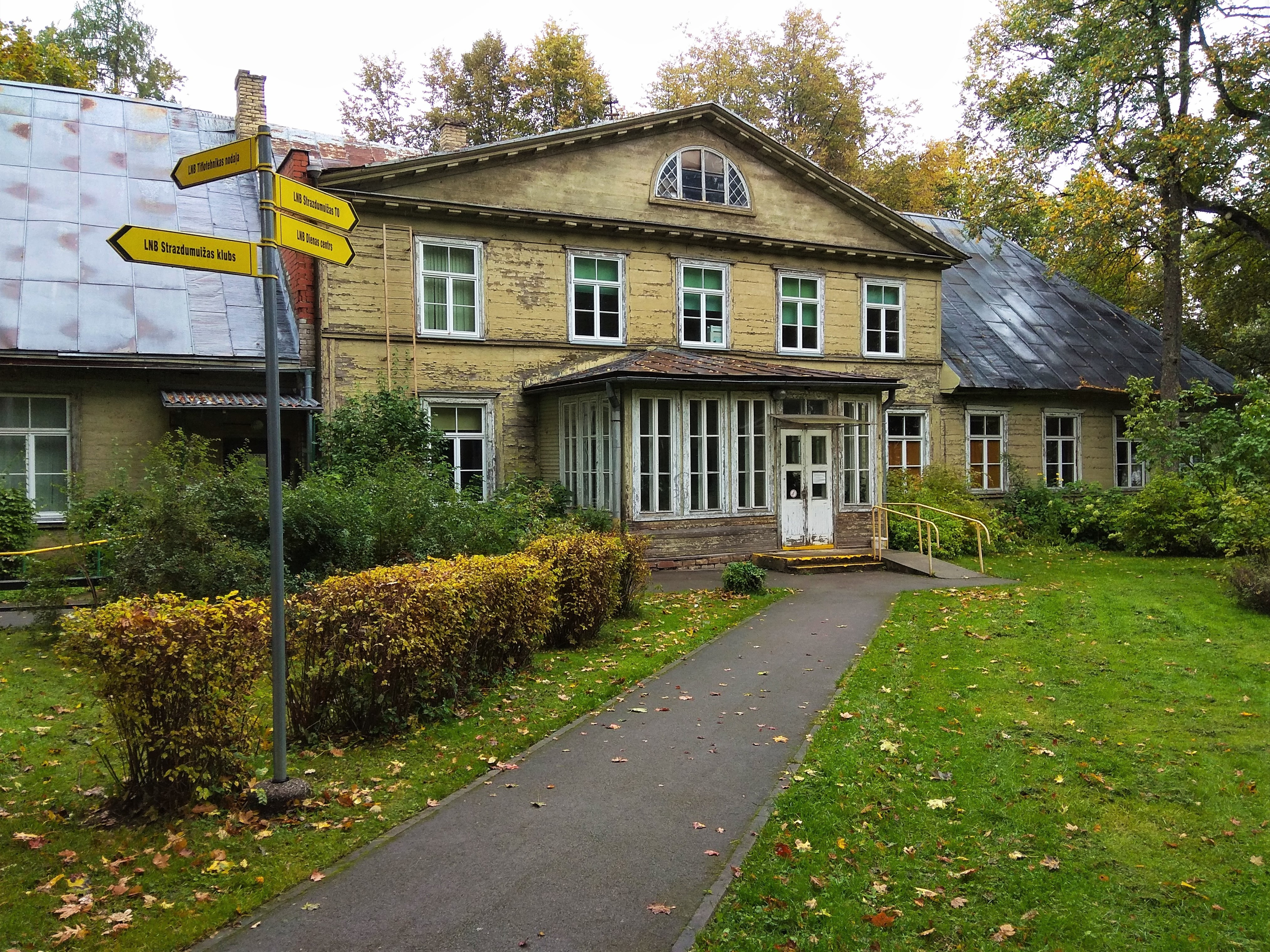
Дом № 5
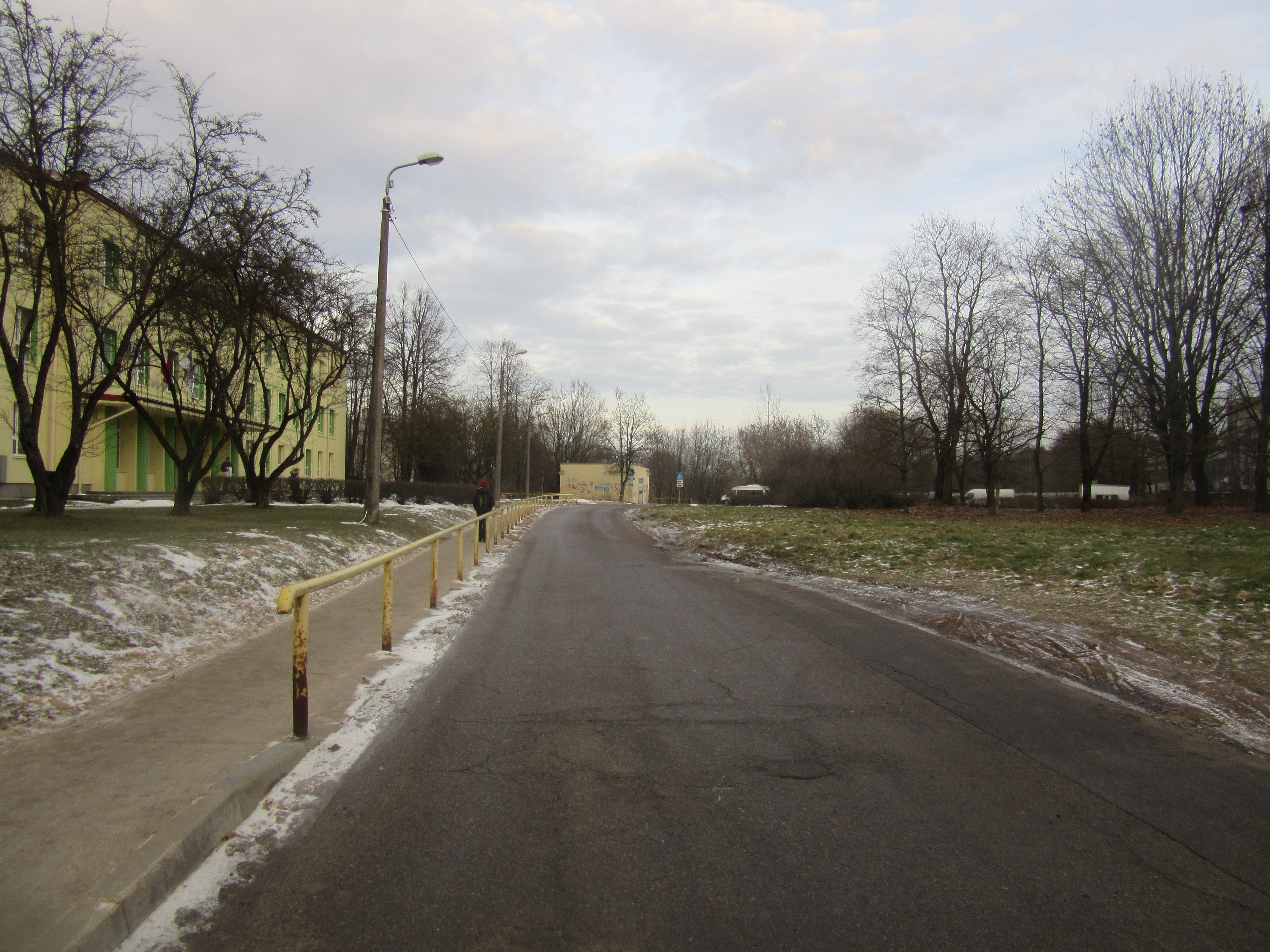
Улица у здания школы-интерната